# NGC 3503
NGC 3503 je otvoreni skup s emisijskom maglicom u zviježđu Kobilici. 

## Vanjske poveznice
- (eng.) SEDS: NGC 3503
- (eng.) Revidirani Novi opći katalog
- (eng.) Izvangalaktička baza podataka NASA-e i IPAC-a
- (eng.) Astronomska baza podataka SIMBAD
- (eng.) VizieR